# Marcos Caplán
Marcos Caplán (Buenos Aires, 15 de marzo de 1905 - Buenos Aires, 3 de octubre de 1979) fue un actor de cine y teatro argentino.

## Trayectoria profesional

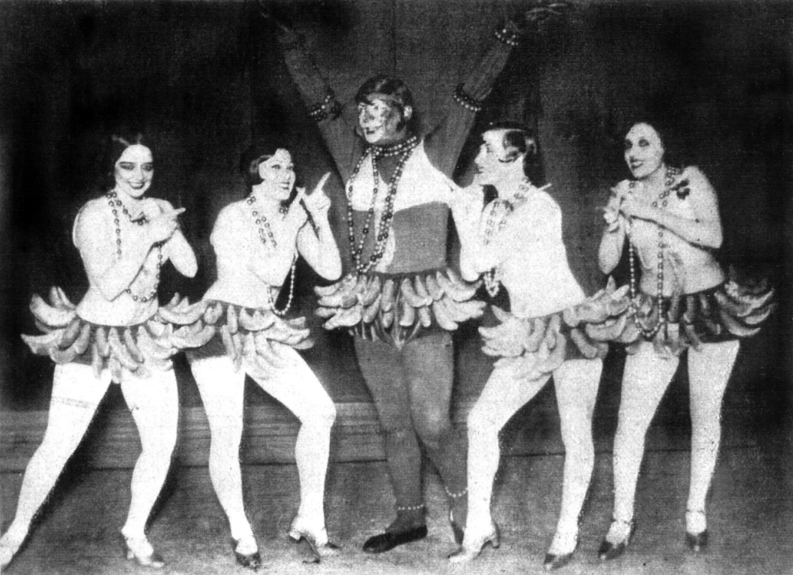
Caplán travestido como Joséphine Baker en la revista porteña El presidente tiene razón, presentada en 1929 en el Teatro Sarmiento.

Hijo de un matrimonio conformado por Guillermo Caplán y Clara Rajlin, se inició en la actuación en 1921 en la compañía de Arata-Simari-Franco en el “Teatro San Martín”. Trabajó en obras de comedia y en revistas porteñas y también cantaba en sus actuaciones; fue así que en 1928 en la revista Las Horas Alegres estrenó el tango Chorra de Enrique Santos Discépolo.
En 1935 era una de las principales figuras, junto a Gloria Guzmán, Sofía Bozán, Pepe Arias y Juan Carlos Thorry en la compañía de revistas que con la dirección general de Luis Cesar Amadori y la coreografía del maestro Palos, actuaba en el Teatro Maipo, local donde realizó casi veinte temporadas.
El 22 de abril de 1954 se estrenó en el Teatro Comedia la revista ¡Chau Belleza! En la que era protagonista junto a Sabina Olmos, Pedro Quartucci y Morenita Galé.
Otras obras musicales en las que participó fueron ¡Yo Soy Juan Tango! (1944), Patio de Tango (1959) y (1962) y Baile de Gala (1944).
En mayo de 1931, Carlos Gardel fue contratado por los Estudios Paramount para actuar en el filme Luces de Buenos Aires, a rodarse en los estudios de Joinville, en las cercanías de París con un elenco en el que estaban Sofía Bozán, Pedro Quartucci, Gloria Guzmán, Alfredo Camiña y Marcos Caplán, todos ellos integrantes de la Compañía de Revistas Porteña del teatro Sarmiento, que desde 1928 estaba en gira por Europa codirigido por Manuel Romero y Luis Bayón Herrera, quienes escribieron el guion de la película. Romero, además, puso letra a los temas que Gardel canta en el filme. Caplán actuó luego en otras películas, la última de las cuales fue Escuela de sirenas... y tiburones en 1955.
Falleció el 3 de octubre de 1979. Estuvo casado con la actriz de teatro argentina Amalia Montero con quien tuvo a su único hijo Guillermo Manuel Caplán.

## Filmografía
Actor
- Escuela de sirenas... y tiburones    (1955)
- Como yo no hay dos    (1952)
- Su última pelea    (1948)
- Lucrecia Borgia    (1947)
- Las sorpresas del divorcio    (1943)
- Ceniza al viento    (1942)
- La hora de las sorpresas    (1941)
- Senderos de fe    (1938)
- El último encuentro    (1938) … Cortafierro
- Melodías porteñas    (1937) … Argüello
- La vuelta de Rocha    (1937)
- Fuera de la ley    (1937) .... Agapito
- El cañonero de Giles    (1937) ... Sargento Morales
- Radio Bar    (1936)
- Por buen camino    (1936)
- Luces de Buenos Aires    (1931)

## Teatro
- De París llegó el desnudo (1954).
- El Folies se hizo porteño (1954).
- La vitamina de la alegría (1949)
- !"Saeao" en Villa Devoto! (1949)
- ¡Hay cola en el Pasteur! (1949)
- La risa es la mejor divisa (1949)
- ¡Que fresco con tanto calor! (1949)
- Ya está el aguinaldo en la puerta (1949)[3]
- Otra cosa son rumores (1949), con Sofía Bozán y Mario Fortuna.
- Quisiera que tu me odiaras (1934), con la Compañía Argentina de Revistas y Espectáculos Musicales, junto a Pedro Quartucci, Laura Hernández, Eloy Álvarez, Juan de Casenave, Victoria Cuenca, Chola Asencio, Amelia Padrón y Clara Rubín.
- Se vende una negra (1933), con una Compañía con Pierina Dealessi, Alfredo Camiña y Enrique Serrano.